# Euscaphis
Euscaphis é um género botânico pertencente à família Staphyleaceae.